# Giro del Lussemburgo 2004
Il Giro del Lussemburgo 2004, sessantottesima edizione della corsa, si svolse dal 27 al 30 maggio su un percorso di 635 km ripartiti in 5 tappe, con partenza a Lussemburgo e arrivo a Diekirch. Fu vinto dal belga Maxime Monfort della Landbouwkrediet-Colnago davanti ai tedeschi Torsten Hiekmann e Jörg Jaksche.

## Tappe
| Tappa  | Data      | Percorso                                      | km  | Vincitore di tappa | Leader cl. generale |
| ------ | --------- | --------------------------------------------- | --- | ------------------ | ------------------- |
| 1ª     | 27 maggio | Lussemburgo > Mondorf-les-Bains               | 173 | Lars Ytting Bak    | Lars Ytting Bak     |
| 2ª     | 28 maggio | Wasserbillig > Leudelange                     | 182 | Tom Steels         | Lars Ytting Bak     |
| 3ª     | 29 maggio | Mersch > Lussemburgo                          | 108 | Maxime Monfort     | Stefan Adamsson     |
| 4ª     | 29 maggio | Bettembourg > Bettembourg (cron. individuale) | 9,8 | Fabian Cancellara  | Maxime Monfort      |
| 5ª     | 30 maggio | Wiltz > Diekirch                              | 163 | Kim Kirchen        | Maxime Monfort      |
| Totale | Totale    | Totale                                        | 635 |                    |                     |

## Dettagli delle tappe

### 1ª tappa
- 27 maggio: Lussemburgo > Mondorf-les-Bains – 173 km

| Pos. | Corridore         | Squadra         | Tempo    |
| ---- | ----------------- | --------------- | -------- |
| 1    | Lars Ytting Bak   | Bankgiroloterij | 4h26'06" |
| 2    | Francesco Chicchi | Fassa Bortolo   | a 31"    |
| 3    | Aurélien Clerc    | Quick Step      | s.t.     |

| Pos. | Corridore         | Squadra         | Tempo    |
| ---- | ----------------- | --------------- | -------- |
| 1    | Lars Ytting Bak   | Bankgiroloterij | 4h25'53" |
| 2    | Francesco Chicchi | Fassa Bortolo   | a 38"    |
| 3    | Aurélien Clerc    | Quick Step      | a 40"    |

### 2ª tappa
- 28 maggio: Wasserbillig > Leudelange – 182 km

| Pos. | Corridore         | Squadra         | Tempo    |
| ---- | ----------------- | --------------- | -------- |
| 1    | Tom Steels        | Landbouwkrediet | 4h30'32" |
| 2    | Kurt-Asle Arvesen | CSC             | s.t.     |
| 3    | Aurélien Clerc    | Quick Step      | s.t.     |

| Pos. | Corridore         | Squadra         | Tempo    |
| ---- | ----------------- | --------------- | -------- |
| 1    | Lars Ytting Bak   | Bankgiroloterij | 8h56'25" |
| 2    | Aurélien Clerc    | Quick Step      | a 36"    |
| 3    | Francesco Chicchi | Fassa Bortolo   | a 38"    |

### 3ª tappa
- 29 maggio: Mersch > Lussemburgo – 108 km

| Pos. | Corridore       | Squadra         | Tempo    |
| ---- | --------------- | --------------- | -------- |
| 1    | Maxime Monfort  | Landbouwkrediet | 2h41'33" |
| 2    | Stefan Adamsson | Barloworld      | s.t.     |
| 3    | Koos Moerenhout | Lotto-Domo      | a 8"     |

| Pos. | Corridore       | Squadra         | Tempo     |
| ---- | --------------- | --------------- | --------- |
| 1    | Stefan Adamsson |                 | 11h38'29" |
| 2    | Maxime Monfort  | Landbouwkrediet | a 1"      |
| 3    | Koos Moerenhout | Lotto-Domo      | a 17"     |

### 4ª tappa
- 29 maggio: Bettembourg > Bettembourg (cron. individuale) – 9,8 km

| Pos. | Corridore         | Squadra       | Tempo  |
| ---- | ----------------- | ------------- | ------ |
| 1    | Fabian Cancellara | Fassa Bortolo | 11'36" |
| 2    | Torsten Hiekmann  | T-Mobile      | a 14"  |
| 3    | Jörg Jaksche      | CSC           | a 15"  |

| Pos. | Corridore        | Squadra         | Tempo     |
| ---- | ---------------- | --------------- | --------- |
| 1    | Maxime Monfort   | Landbouwkrediet | 11h50'51" |
| 2    | Torsten Hiekmann | T-Mobile        | a 9"      |
| 3    | Stefan Adamsson  |                 | s.t.      |

### 5ª tappa
- 30 maggio: Wiltz > Diekirch – 163 km

| Pos. | Corridore     | Squadra       | Tempo    |
| ---- | ------------- | ------------- | -------- |
| 1    | Kim Kirchen   | Fassa Bortolo | 4h13'24" |
| 2    | Óscar Freire  | Rabobank      | s.t.     |
| 3    | Roger Hammond | MrBookmaker   | s.t.     |

| Pos. | Corridore        | Squadra         | Tempo     |
| ---- | ---------------- | --------------- | --------- |
| 1    | Maxime Monfort   | Landbouwkrediet | 16h04'15" |
| 2    | Torsten Hiekmann | T-Mobile        | a 6"      |
| 3    | Jörg Jaksche     | CSC             | a 9"      |

## Classifiche finali

### Classifica generale
| Pos. | Corridore           | Squadra                 | Tempo     |
| ---- | ------------------- | ----------------------- | --------- |
| 1    | Maxime Monfort      | Landbouwkrediet-Colnago | 16h04'15" |
| 2    | Torsten Hiekmann    | T-Mobile                | a 6"      |
| 3    | Jörg Jaksche        | Team CSC                | a 9"      |
| 4    | Koos Moerenhout     | Lotto-Domo              | a 10"     |
| 5    | Juan Antonio Flecha | Fassa Bortolo           | a 15"     |
| 6    | Michael Rogers      | Quick Step              | a 18"     |
| 7    | Johan Coenen        | MrBookmaker-Palmans     | a 53"     |
| 8    | René Joergensen     | Alessio-Bianchi         | a 1'13"   |
| 9    | Lars Ytting Bak     | Bankgiroloterij         | a 1'14"   |
| 10   | Juan Miguel Mercado | Quick Step              | a 1'26"   |